# T. J. Martin
Thomas McKay Martin Jr. (Seattle, 7 de dezembro de 1979) é um cineasta norte-americano. Como reconhecimento, venceu, no Oscar 2012, a categoria de Melhor Documentário em Longa-metragem por Undefeated.